# Nacio Herb Brown
Ignacio „Nacio“ Herb Brown (* 22. Februar 1896 in Deming, New Mexico; † 28. September 1964 in San Francisco, Kalifornien) war ein US-amerikanischer Songwriter und Komponist von Musicals und Filmmusiken.
Seine Musik zu Singin’ in the Rain ist zu einem Markenzeichen der amerikanischen Hollywood-Filmmusicals geworden.

## Leben und Wirken
Brown zog im Kindesalter mit seiner Familie nach Los Angeles und besuchte dort die Manual Arts High School. Nach der Schulausbildung arbeitete er zunächst hauptberuflich als Verkäufer bzw. Immobilienmakler, komponierte jedoch bereits eigene Stücke. Anfang der 1920er Jahre feierte er mit seinen Songs Coral Sea und When Buddha Smiles erste Erfolge. 1927 trat er der American Society of Composers, Authors and Publishers bei und erhielt 1928 zu Beginn der Tonfilmzeit bei Metro-Goldwyn-Mayer in Hollywood eine Anstellung als Komponist, machte nun also seine musikalische Passion zum Beruf. Bei MGM arbeitete er häufig mit dem Texter Arthur Freed zusammen, so auch bei The Pagan (1929), für den sie Pagan Love Song schrieben, sowie bei dem bekannten Filmmusical Singin’ in the Rain. Zu seinen erfolgreichsten Songs, die teilweise Bestandteil des Great American Songbook geworden sind, gehören neben Singin' in the Rain selbst You Are My Lucky Star, You Were Meant for Me, Temptation, All I Do Is Dream of You, Make 'em Laugh und Good Morning. 1950 ging Brown in Ruhestand und starb 1964 in San Francisco. 1970 wurde er posthum in die Songwriters Hall of Fame aufgenommen.

## Filmografie (Auswahl)
- 1929: The Broadway Melody
- 1929: Untamed
- 1929: The Hollywood Revue of 1929
- 1932: Um eine Fürstenkrone (A Woman Commands)
- 1933: Liebeslied der Wüste (The Barbarian)
- 1933: Ganovenbraut (Hold Your Man)
- 1935: Broadway-Melodie 1936 (Broadway Melody of 1936)
- 1939: Musik ist unsere Welt (Babes in Arms)
- 1948: Auf einer Insel mit dir (On an Island with You)
- 1948: Ein Bandit zum Küssen (The Kissing Bandit)
- 1952: Du sollst mein Glücksstern sein (Singin’ in the Rain)